# SN 2011br
SN 2011br – supernowa typu Ib odkryta 9 kwietnia 2011 roku w galaktyce NGC 5881. W momencie odkrycia miała maksymalną jasność 18,20m.